# タモリと鶴瓶
『タモリと鶴瓶』（タモリとつるべ）は、NHK総合テレビで2015年5月9日から2016年1月2日まで不定期で全11回（完全版を含む）放送された日本のミニ・ドラマ番組。タモリと笑福亭鶴瓶の冠番組。ステレオ放送、文字多重放送を実施。

## 概要
NHKでレギュラーの冠番組を持つ、タモリと笑福亭鶴瓶の競演による番組。番組と番組の合間に挟み込まれる「ミニ番組」の一つとして制作され、放送開始はNHKのTwitterアカウントによる放送前日の予告でのみ告知された。番組の性格上、初回放送や再放送の放送時間は一定ではなく、放送時間は放送回によって5分間もしくは4分間になる場合もある。
「毎回ゲストを迎えて、タモリと鶴瓶がNHK放送センター内で繰り広げるすれ違いミニドラマ」と銘打たれており、『ブラタモリ』の打ち合わせのために、NHK放送センターを訪れたタモリにゲストが挨拶に行くとタモリが鶴瓶への謎の伝言をゲストに託して立ち去り、『鶴瓶の家族に乾杯』のスタジオ収録を終えた、鶴瓶のもとをゲストが訪れてタモリの伝言を伝えると、今度は鶴瓶がタモリへの謎の伝言をゲストに託す、というプロット（順序は鶴瓶が先のこともあり）で描かれる。5分間（4分間）の放送時間にタモリと鶴瓶が同時に出演することはない（2人がほぼ同時に行違う様が描かれることはある）。完全版とその10（最終回）でタモリと鶴瓶は同時を果たし、謎の伝言の数々はタモリと鶴瓶によって解き明かされた。

## 出演者

### レギュラー
- タモリ
- 笑福亭鶴瓶

タモリと鶴瓶が競演するのは、2014年3月31日に放送終了した帯バラエティ番組『笑っていいとも!』（フジテレビ系列）以来である。

### ゲスト
| 放送回 | 初回放送日時（JST）          | ゲスト                                                  | 関連番組                                     | 備考     |
| ------ | ---------------------------- | ------------------------------------------------------- | -------------------------------------------- | -------- |
| その1  | 2015年05月09日 02:50 - 02:55 | 大泉洋                                                  | 連続テレビ小説『まれ』                       |          |
| その2  | 2015年05月18日 14:50 - 14:55 | 有働由美子 （NHKアナウンサー）                          | あさイチ                                     |          |
| その3  | 2015年06月27日 12:41 - 12:45 | 福山雅治                                                | POPSの遺伝子                                 |          |
| その4  | 2015年06月28日 15:50 - 15:55 | リリー・フランキー                                      | The Covers                                   |          |
| その5  | 2015年08月21日 22:45 - 22:50 | 爆笑問題 （太田光・田中裕二）                           | 探検バクモン                                 |          |
| その6  | 2015年08月26日 13:51 - 13:55 | 久保田祐佳 （NHKアナウンサー）                          | 所さん!大変ですよ                            |          |
| その7  | 2015年09月26日 13:50 - 13:55 | SMAP （中居正広・木村拓哉・稲垣吾郎・草彅剛・香取慎吾） | SMAPプレゼンツ NHKのど自慢 in山田町          | 前編     |
| その8  | 2015年09月26日 13:55 - 14:00 | SMAP （中居正広・木村拓哉・稲垣吾郎・草彅剛・香取慎吾） | SMAPプレゼンツ NHKのど自慢 in山田町          | 後編     |
| その9  | 2015年12月21日 14:50 - 14:55 | 堺雅人                                                  | 大河ドラマ『真田丸』                         |          |
| 完全版 | 2015年12月31日 00:00 - 00:50 | （全9回のゲストが出演）、有働由美子（NHKアナウンサー）  | 第66回NHK紅白歌合戦                          | [ 注 7 ] |
| その10 | 2016年01月02日 11:49 - 11:54 | なし（タモリと笑福亭鶴瓶のみ）                          | ブラタモリ×鶴瓶の家族に乾杯 真田丸スペシャル | 最終回   |

## 伝言内容
| 放送回 | 伝言内容 | 備考   |
| ------ | --- | ------ |
| その1  | （タモリ）雨が降ったら、ちくわぶが欲しい（鶴瓶）ちくわぶは何とかしますけど、井戸は掘っていいんですね?        |        |
| その2  | （タモリ）井戸は掘っていいけど、くるぶしの見え方がちょっと気になる（鶴瓶）誰がなんと言ってもチョキ出しますよ |        |
| その3  | （鶴瓶）シダ科の植物図鑑の中からすきなん選んで（タモリ）パラグアイの夕日を君は見たか?                        |        |
| その4  | （タモリ）これ（中華鍋）渡しといて（鶴瓶）これは受け取ってもいいけど閏年まで待って下さい                     |        |
| その5  | （タモリ）（お尻を思いっきりたたく）（鶴瓶）俺に隠してたでしょ?それはあきまへんで                            |        |
| その6  | （タモリ）（オリジナルのメロディー）（鶴瓶）新作落語 山名屋浦里                                              |        |
| その7  | （タモリ）44503                                                                                              | 前編   |
| その8  | （鶴瓶）やっぱり次は「ブラつるべ」やな                                                                       | 後編   |
| その9  | （鶴瓶）あなたがその気なら仕方ない。その意味がわかりますね?（タモリ）寄らば斬る 朧月夜とて主のよくは見える   |        |
| 完全版 | なし |        |
| その10 | （タモリ）秋元康への伝言 トルコの政党はAKPだけど、どう思う?                                                  | 最終回 |

## スタッフ
- 脚本：秋元康（クレジット表記なし）
- 制作協力：田辺エージェンシー（タモリ）、松竹芸能（笑福亭鶴瓶）
- 制作・著作：NHK